# Franciszek Małaczyński
Franciszek Małaczyński, właśc. Stanisław Marian Małaczyński OSB (ur. 18 sierpnia 1920 we Lwowie, zm. 30 listopada 2009 w Tyńcu) – polski benedyktyn, liturgista. Tłumacz i redaktor polskich posoborowych ksiąg liturgicznych

## Życiorys
Był synem Mariana (zm. w 1932) i Wandy (zm. w 1926) Małaczyńskich.
W 1938 ukończył IV Państwowe Gimnazjum im. Jana Długosza we Lwowie i wstąpił do seminarium duchownego w tym mieście. Po wybuchu II wojny światowej kontynuował naukę seminaryjną konspiracyjnie, święcenia kapłańskie przyjął 6 czerwca 1943. Następnie pracował w parafiach w Glinianach (1943–1944) i Tarnopolu. W 1946 wyjechał do centralnej Polski, został kapelanem sióstr Franciszkanek Służebnic Krzyża w Laskach. W 1949 ukończył studia na Wydziale Teologii Katolickiej Uniwersytetu Warszawskiego, broniąc pracy magisterskiej De usu delectabilium według św. Tomasza z Akwinu i tomistów. W 1950 wstąpił w Tyńcu do zakonu benedyktynów i przyjął imię Franciszek. Śluby wieczyste złożył 21 marca 1955. Początkowo pracował jako katecheta. W 1957 został także członkiem redakcji „Ruchu Biblijnego i Liturgicznego”. W latach 1962–1988 był sekretarzem Komisji Liturgicznej Episkopatu Polski.
W latach 1963–1965 studiował w Papieskim Instytucie Liturgicznym Świętego Anzelma. Tam obronił pracę doktorską De consuetudinibus liturgicis Poloniae in Sacratissimo Triduo Christi crucifixi, sepulti et suscitati napisaną pod kierunkiem Burcharda Neunheusera. W 1966 został organizatorem i pierwszym kierownikiem Studium Liturgiczno-Duszpasterskiego w Krakowie. Po przekształceniu Studium w Instytut Liturgiczny Papieskiego Wydziału Teologicznego pozostał jego wykładowcą.
Przetłumaczył na język polski konstytucję soborową Sacrosanctum concilium. W latach 1953–1962 uczestniczył w pracach nad polskim tekstem Collectio rituum continens excerptae Rituali Romano Ecclesiis Poloniae adaptato. Opracował także Ceremoniał obrzędów Wielkiego Tygodnia (1958), Nową liturgię Wielkiego Tygodnia (1959) i Kyriale dla wiernych (1960). Był tłumaczem lub współtłumaczem i głównym redaktorem Collectio rituum continens excerpta e Rituali Romano Eclesiis Poloniae adaptato (1963), Mszału rzymskiego (1963), Officia propria dioecesium Poloniae (1965), Mszału rzymskiego łacińsko-polskiego (1968) i Lekcjonarza mszalnego (1972), a także przekładów na język polski obrzędów chrztu dzieci (1972), sakramentu małżeństwa (1974), bierzmowania (1975), pogrzebu (1977), sakramentu chorych (1980), pokuty (1981), a także tekstów Komunia święta i kult tajemnicy eucharystycznej poza Mszą świętą (1985) i Liturgii godzin (1984). W 2006 wydał tom Misterium Paschalne w Polsce, Polskie zwyczaje liturgiczne w Święte Triduum ukrzyżowania, pogrzebu i zmartwychwstania Chrystusa.